# Valentin Ferron
Valentin Ferron (født 8. februar 1998 i Poitiers) er en cykelrytter fra Frankrig, der er på kontrakt hos Cofidis.